# Dystrykt Nosy-Varika
Nosy-Varika – dystrykt Madagaskaru w regionie Vatovavy-Fitovinany. Według spisu z 2018 roku liczy 276 887 mieszkańców.  
W skład dystryktu wchodzi 19 gmin: 
- Ambahy
- Ambakobe
- Ambodiara
- Ambodilafa
- Ambodirian I Sahafary
- Ampasinambo
- Andara
- Androrangovola
- Angodogodona
- Antanambao
- Befody
- Fanivelona
- Fiadanana
- Nosy Varika
- Sahavato
- Soavina Est
- Vohilava
- Vohindroa
- Vohitrandriana